# Nekrolog 1844
Nekrolog
◄◄
| ◄
| 1840
| 1841
| 1842
| 1843
| 1844 | 1845 | 1846 | 1847 | 1848 | ► | ►►
Weitere Ereignisse | Allgemeiner Nekrolog 1844
Die Beschreibung der verstorbenen Person sollte so kurz wie möglich gehalten sein und nur deren signifikante Tätigkeit(en) enthalten.
Neue Namen ggf. auch unter dem Geburts- und Sterbedatum, also etwa unter 1. Januar und im Geburts- und Sterbejahr (2024) eintragen (nur bei entsprechender großer Wichtigkeit). Für Beispiele siehe die schon vorhandenen Artikel.
Außerdem über die fünf zuletzt Verstorbenen, zu denen es einen ausreichend guten Artikel für eine Präsentation auf der Hauptseite gibt, nach der todesbedingten Überarbeitung der Artikel ggf. auch unter Wikipedia Diskussion:Hauptseite informieren und sie am besten auch in den anderen Wikipedia-Sprachversionen eintragen. Tipp: Regelmäßig bei news.google.de nach „ist tot“, „gestorben“ oder „verstorben“ suchen.
Wenn eine Person gestorben ist, gibt es viele Seiten zu dieser Person in der Wikipedia, die davon auch betroffen sind und entsprechend aktualisiert werden müssen. Beispiele: Namenübersichtsseite, Geburtsjahr, Geburtsort-Seiten und viele mehr.
Wie finde ich die betroffenen Seiten?
Im Suchfeld auf der linken Seite gibt man den Suchbegriff so ein: „Vorname Nachname“. Dann klickt man auf Volltext und alle Seiten mit entsprechendem Suchtext werden aufgerufen. Hier sieht man dann schnell, wo auch das Todesjahr Sinn macht oder sogar ein Teil des Artikels angepasst werden muss. Auch hilft das „Werkzeug“ auf der linken Seite sehr gut, um solche Seiten aufzufinden: „Links auf diese Seite“. Somit ist die Wikipedia wieder aktuell in allen Bereichen! Hinweis: bei Eintragung der Kategorie „Gestorben JAHR“ wird der Missbrauchsfilter 49 ausgelöst, was jedoch nicht schlimm ist. Siehe: Spezial:Missbrauchsfilter/49
Dies ist eine Liste von im Jahr 1844 verstorbenen bekannten Persönlichkeiten. Die Einträge erfolgen innerhalb der einzelnen Daten alphabetisch sortiert. Tiere sind im Nekrolog für Tiere zu finden.

## Januar
| Tag        | Name                               | Beruf, bekannt als                                                                                               | Alter | Beleg |
| ---------- | ---------------------------------- | --- | ----- | ----- |
| 1. Januar  | Gustav Maximilian von Croÿ         | Kardinal, Bischof von Straßburg                                                                                  | 70    |       |
| 1. Januar  | Karoline Friederike von Waldenburg | Lebensgefährtin des Prinzen August von Preußen                                                                   | 62    |       |
| 3. Januar  | Noyes Barber                       | US-amerikanischer Politiker                                                                                      | 62    |       |
| 3. Januar  | Friedrich Ludwig Franz Perlberg    | deutscher Maler                                                                                                  |       |       |
| 4. Januar  | Karl Bülch                         | deutscher Befreiungskämpfer, Pädagoge und Förderer der Turnbewegung                                              | 51    |       |
| 4. Januar  | David Hurter                       | Schweizer Buchbinder, Papierverarbeiter und Spielkartenhersteller                                                | 73    |       |
| 5. Januar  | Stephan Josef Stephan              | preußischer Landrat und Solms-Braunfelsscher Regierungsdirektor                                                  | 71    |       |
| 8. Januar  | Ferdinand Piloty                   | deutscher Maler                                                                                                  | 57    |       |
| 9. Januar  | Johann Georg Bossi                 | Bischof von Chur-St. Gallen                                                                                      | 70    |       |
| 9. Januar  | Jean-Antoine Constantin            | französischer Maler                                                                                              | 87    |       |
| 9. Januar  | Peter Ferdinand Deurer             | deutscher Historien- und Porträtmaler                                                                            | 67    |       |
| 9. Januar  | Lorenz Wilhelm von Haselberg       | deutscher Mediziner und Hochschullehrer an der Universität Greifswald                                            | 79    |       |
| 10. Januar | Hudson Lowe                        | britischer General, Gouverneur von St. Helena                                                                    | 74    |       |
| 10. Januar | Joseph Ambrosius Stapf             | österreichischer Theologe und römisch-katholischer Geistlicher                                                   | 58    |       |
| 13. Januar | George Burd                        | US-amerikanischer Politiker                                                                                      |       |       |
| 13. Januar | Alexander Porter                   | US-amerikanischer Politiker                                                                                      | 58    |       |
| 13. Januar | Christian Quix                     | deutscher katholischer Priester und Heimatforscher, Geschichtsschreiber von Aachen                               | 70    |       |
| 14. Januar | Johann Baptist Joseph Bastiné      | flämisch-deutscher Porträt- und Historien-Maler                                                                  | 60    |       |
| 15. Januar | Joseph Duncan                      | Gouverneur von Illinois                                                                                          | 49    |       |
| 15. Januar | Joseph Mazzinghi                   | englischer Komponist von Opern und Kammermusik                                                                   | 78    |       |
| 15. Januar | Vinzenz Rüttimann                  | Schweizer Politiker                                                                                              | 74    |       |
| 16. Januar | Joseph von Fürth                   | deutscher Verwaltungsbeamter und langjähriger Landrat des Kreises Geilenkirchen                                  | 69    |       |
| 17. Januar | Karl August Döring                 | deutscher evangelischer Theologe und Kirchenlieddichter                                                          | 60    |       |
| 19. Januar | Carl August Friedrich Liberati     | deutscher Militär, Theaterschauspieler und Opernsänger (Tenor)                                                   | 60    |       |
| 19. Januar | Christian Fueter                   | Schweizer Medailleur, Stempelschneider, Münzmeister und Politiker                                                | 91    |       |
| 19. Januar | Heinrich Ernst Schnare             | deutscher Ackermann, Richter und Politiker                                                                       | 54    |       |
| 20. Januar | Anton Allmayr                      | österreichischer Beamter                                                                                         | 82    |       |
| 21. Januar | Ernst Mayer                        | deutscher Bildhauer                                                                                              | 47    |       |
| 21. Januar | Johann Friedrich Morgenstern       | deutscher Architektur- und Landschaftsmaler, Radierer und Gemälderestaurator                                     | 66    |       |
| 22. Januar | Alexei Petrowitsch Juschnewski     | russischer General-Intendant, Staatsrat und Dekabrist                                                            | 57    |       |
| 22. Januar | Edward Kavanagh                    | US-amerikanischer Politiker                                                                                      | 48    |       |
| 23. Januar | William J. Gaston                  | US-amerikanischer Jurist und Politiker                                                                           | 65    |       |
| 23. Januar | Franz Pettrich                     | deutscher Bildhauer                                                                                              | 73    |       |
| 25. Januar | Jean-Baptiste Drouet d’Erlon       | französischer General und Marschall von Frankreich                                                               | 78    |       |
| 26. Januar | Joseph Kirkland                    | US-amerikanischer Jurist und Politiker                                                                           | 74    |       |
| 27. Januar | Cäcilie von Schweden               | Prinzessin von Schweden                                                                                          | 36    |       |
| 27. Januar | Charles Nodier                     | französischer Schriftsteller                                                                                     | 63    |       |
| 28. Januar | Peter Karl Attenhofer              | Schweizer Politiker                                                                                              | 78    |       |
| 28. Januar | Johannes van den Bosch             | holländischer Generalleutnant und Generalgouverneur von Niederländisch-Indien                                    | 63    |       |
| 28. Januar | Roxandra Edling                    | russische Hofdame                                                                                                | 57    |       |
| 29. Januar | Ernst I.                           | Herzog von Sachsen-Coburg-Saalfeld und erster Herzog von Sachsen-Coburg und Gotha, preußischer General           | 60    |       |
| 29. Januar | Luisa Carlota von Neapel-Sizilien  | Tochter von Francesco I. di Borbone, König von Neapel-Sizilien und Maria Isabel de Bourbón, Infantin von Spanien | 39    |       |
| 29. Januar | Filippo Giudice Caracciolo         | italienischer römisch-katholischer Geistlicher, Erzbischof von Neapel und Kardinal                               | 78    |       |
| 30. Januar | Johann Baptist Farina              | deutscher Unternehmer                                                                                            | 85    |       |
| 31. Januar | Henri-Gatien Bertrand              | französischer General                                                                                            | 70    |       |
| 31. Januar | Giovanni Battista Bussi            | italienischer Kardinal, Erzbischof von Benevent                                                                  | 89    |       |

## Februar
| Tag         | Name                                       | Beruf, bekannt als                                                           | Alter | Beleg |
| ----------- | ------------------------------------------ | ---------------------------------------------------------------------------- | ----- | ----- |
| 3. Februar  | Pietro Benvenuti                           | italienischer Maler                                                          | 75    |       |
| 3. Februar  | Frederick Ponsonby, 3. Earl of Bessborough | irischer Adliger und Politiker (Whig)                                        | 86    |       |
| 4. Februar  | Willem de Clercq                           | niederländischer Schriftsteller                                              | 49    |       |
| 7. Februar  | Luigi Canonica                             | Baumeister des Klassizismus                                                  | 79    |       |
| 7. Februar  | Mathieu-Jean-Baptiste Nioche de Tournay    | französischer Textdichter und Dramatiker                                     | 76    |       |
| 8. Februar  | Bartolomeo Ferrari                         | italienischer Bildhauer                                                      | 63    |       |
| 8. Februar  | Noah Noble                                 | US-amerikanischer Politiker                                                  | 50    |       |
| 9. Februar  | Leo Müller                                 | österreichischer Erfinder                                                    | 44    |       |
| 9. Februar  | Thomas Reynolds                            | US-amerikanischer Jurist und Politiker                                       | 47    |       |
| 10. Februar | Johann Baptist Metzger                     | deutscher Kupferstecher                                                      | 72    |       |
| 10. Februar | Thaddäus Weigl                             | österreichischer Komponist, Dirigent und Musikverleger                       | 67    |       |
| 11. Februar | Tamenaga Shunsui                           | japanischer Schriftsteller                                                   |       |       |
| 12. Februar | Friedrich Wilhelm Dunckelberg              | Kammeringenieur und Baumeister in Mecklenburg-Strelitz                       | 70    |       |
| 12. Februar | Claudius Franz Le Bauld de Nans            | preußischer General                                                          |       |       |
| 13. Februar | Ludwig Schleiermacher                      | deutscher Physiker und Oberbaudirektor                                       | 58    |       |
| 14. Februar | Johann Jacob Bodemer                       | deutscher Unternehmer                                                        | 82    |       |
| 14. Februar | Christian Ferdinand Falkmann               | deutscher Lehrer und Fremdsprachendidaktiker (Fachdidaktik)                  | 61    |       |
| 14. Februar | Theodor von Holst                          | englischer Maler                                                             | 33    |       |
| 15. Februar | Henry Addington, 1. Viscount Sidmouth      | britischer Politiker und Premierminister                                     | 86    |       |
| 17. Februar | Joseph Zacharias Müller                    | Philologe und Gymnasialdirektor in Preußen                                   | 61    |       |
| 17. Februar | Hermann Pinhas                             | deutscher Kupferstecher                                                      |       |       |
| 19. Februar | Franz Edmund Josef von Schmitz-Grollenburg | deutscher Reichsfreiherr und Diplomat, preußischer Regierungspräsident       | 67    |       |
| 20. Februar | Anton Blank                                | Warschauer Maler des Klassizismus                                            | 58    |       |
| 20. Februar | Johann Jacob Fezer                         | Jurist, Publizist, Konsistorialrat und Bürgermeister in Reutlingen           | 83    |       |
| 20. Februar | Samuel Fowler                              | US-amerikanischer Politiker                                                  | 64    |       |
| 21. Februar | John Leeds Kerr                            | US-amerikanischer Politiker                                                  | 64    |       |
| 23. Februar | Johann Andreas Schaubach                   | deutscher Architekt, Hofmaurer und Bauinspektor am Hof von Sachsen-Meiningen | 78    |       |
| 24. Februar | Antonio José Cañas Quintanilla             | Präsident von El Salvador                                                    | 58    |       |
| 24. Februar | Antoine André Louis Reynaud                | französischer Mathematiker                                                   | 72    |       |
| 25. Februar | Heinrich Jacob Aldenrath                   | norddeutscher Miniaturmaler und Lithograph                                   | 69    |       |
| 25. Februar | Diogo Kopke                                | portugiesischer Publizist, Dozent, Journalist und Militär                    |       |       |
| 27. Februar | Wilhelm Voigtel                            | deutscher Mediziner                                                          | 76    |       |
| 28. Februar | Joseph Clement                             | britischer Ingenieur und Industrieller                                       | 64    |       |
| 28. Februar | Thomas Walker Gilmer                       | US-amerikanischer Politiker                                                  | 41    |       |
| 28. Februar | Abel P. Upshur                             | US-amerikanischer Jurist, Politiker und Außenminister                        | 53    |       |
| 29. Februar | Simon Meister                              | deutscher Maler                                                              | 47    |       |

## März
| Tag      | Name                                | Beruf, bekannt als                                                                    | Alter | Beleg |
| -------- | ----------------------------------- | ------------------------------------------------------------------------------------- | ----- | ----- |
| 1. März  | Henry Frick                         | US-amerikanischer Politiker                                                           | 48    |       |
| 1. März  | Ebenezer Seaver                     | US-amerikanischer Politiker                                                           | 80    |       |
| 2. März  | Johann Baptist Stiglmaier           | deutscher Erzgießer                                                                   | 52    |       |
| 3. März  | Andreas Leonhard Creuzer            | deutscher Theologe                                                                    | 75    |       |
| 3. März  | Amos Gustine                        | US-amerikanischer Politiker                                                           |       |       |
| 4. März  | Rochus Schüch                       | österreichischer Mathematiker, Naturwissenschaft, Mineraloge, Bibliothekar            | 55    |       |
| 6. März  | Gabriel Duvall                      | US-amerikanischer Jurist und Richter am Obersten Gerichtshofs der Vereinigten Staaten | 91    |       |
| 6. März  | Karl Wilhelm von Kopp               | hessischer Finanzminister                                                             | 73    |       |
| 7. März  | Christian Lente Freyherr von Adeler | Jurist und Amtmann                                                                    | 59    |       |
| 8. März  | Pietro Atazzi                       | italienischer Mediziner                                                               |       |       |
| 8. März  | Karl XIV. Johann                    | französischer General und König von Schweden und Norwegen (1818–1844)                 | 81    |       |
| 11. März | Heinrich Bittcher                   | deutscher Lehrer, Philologe und Theologe                                              | 27    |       |
| 12. März | Carl Bernhard Trinius               | deutscher Arzt, Dichter und Botaniker                                                 | 66    |       |
| 13. März | Hans Jürgen von Kleist-Retzow       | Gutsbesitzer, preußischer Landrat und Politiker                                       | 73    |       |
| 13. März | Ambrose Spencer                     | US-amerikanischer Jurist und Politiker                                                | 78    |       |
| 14. März | Friedrich Heinrich von Krassow      | Gutsbesitzer, Kavallerieoffizier, Provinziallandtagsabgeordneter                      | 68    |       |
| 14. März | Johann Gottfried Schweighäuser      | elsässischer Altphilologe, Archäologe und Kunsthistoriker                             | 68    |       |
| 15. März | Carl Friedrich Ballhorn der Jüngere | preußischer Jurist und Beamter                                                        |       |       |
| 15. März | Carl Urban Keller                   | promovierter Jurist, Maler und Kunstliebhaber                                         | 71    |       |
| 17. März | Johann Lötz                         | deutscher Glasfabrikant                                                               | 65    |       |
| 17. März | Franz Konrad Macké                  | Maire von Mayence, Bürgermeister von Mainz                                            | 87    |       |
| 17. März | Heinrich Schlüter                   | deutscher Astronom                                                                    |       |       |
| 18. März | Martin Disteli                      | Schweizer Maler                                                                       | 41    |       |
| 18. März | Peter Jochims                       | deutscher Beamter                                                                     | 82    |       |
| 20. März | Pierre Claude Pajol                 | französischer General                                                                 | 72    |       |
| 20. März | Peter Buell Porter                  | US-amerikanischer Politiker und General, Kriegsminister                               | 70    |       |
| 20. März | Johann Friedrich Voigtländer        | evangelischer Theologe                                                                | 75    |       |
| 21. März | Johann Friedrich August Clar        | deutscher Kupferstecher                                                               | 75    |       |
| 22. März | William Carroll                     | US-amerikanischer Politiker, Gouverneur von Tennessee                                 | 56    |       |
| 22. März | Jean-Isaac-Samuel Cellérier         | Schweizer evangelischer Geistlicher                                                   | 90    |       |
| 22. März | Karl Thomas von Othegraven          | preußischer Generalleutnant                                                           | 74    |       |
| 22. März | Mohammad Bagher Schafti             | persischer schiitischer Geistlicher                                                   |       |       |
| 23. März | Eberhard Berenberg                  | deutscher Buchdrucker und Verleger, Inhaber der Berenbergschen Buchdruckerei          | 67    |       |
| 24. März | Bertel Thorvaldsen                  | dänischer Bildhauer                                                                   | 73    |       |
| 26. März | Agustín Argüelles                   | spanischer Politiker                                                                  | 67    |       |
| 26. März | Jens Kragh Høst                     | dänischer Historiker                                                                  | 71    |       |
| 26. März | Adolphine von Klitzing              | Jugendfreundin Heinrich von Kleists                                                   | 71    |       |
| 27. März | Dmitri Wladimirowitsch Golitzyn     | russischer Kavalleriegeneral                                                          | 72    |       |
| 30. März | Pierre Girod                        | Schweizer Politiker                                                                   | 67    |       |
| 30. März | Heinrich Kunhardt                   | deutscher Pädagoge und Professor am Katharineum zu Lübeck                             | 72    |       |
| 30. März | Johannes Scharrer                   | deutscher Unternehmer und Politiker                                                   | 58    |       |
| 30. März | Lewis B. Sturges                    | US-amerikanischer Politiker                                                           | 81    |       |
| 30. März | Franz Wirer von Rettenbach          | Hofarzt am Wiener Hof, Leibarzt von Kaiser Franz I., Begründer des Solekurbades Ischl | 72    |       |
| 31. März | Josef Erler                         | österreichischer Maler                                                                | 42    |       |
| 31. März | Karl Friedrich Salomon Liscovius    | deutscher Arzt und Physiologe                                                         | 63    |       |
| 31. März | Hans Carl Erdmann von Manteuffel    | preußischer Oberlandesgerichtspräsident                                               | 71    |       |

## April
| Tag       | Name                                             | Beruf, bekannt als                                            | Alter | Beleg |
| --------- | ------------------------------------------------ | ------------------------------------------------------------- | ----- | ----- |
| 1. April  | Johann Christian Daniel Wildt                    | deutscher Mathematiker und Hochschullehrer                    | 73    |       |
| 2. April  | Franz Jakob Anton Kottmann                       | Schweizer Maler und Offizier                                  | 61    |       |
| 2. April  | Friedrich Ludwig Schrumpf                        | nassauischer Hofbaudirektor und Architekt                     | 78    |       |
| 3. April  | Heman A. Moore                                   | US-amerikanischer Politiker                                   | 34    |       |
| 5. April  | August Morgenstern                               | deutscher Kaufmann und Abgeordneter                           | 71    |       |
| 5. April  | Gustav Friedrich Wucherer                        | deutscher Physiker                                            | 64    |       |
| 6. April  | Domenico Benedetto Balsamo                       | italienischer Ordensgeistlicher, Erzbischof von Monreale      | 84    |       |
| 6. April  | Friedrich Franz Xaver von Hohenzollern-Hechingen | österreichischer Feldmarschall                                | 86    |       |
| 7. April  | Morgan Lewis                                     | US-amerikanischer Jurist, Politiker und General               | 89    |       |
| 8. April  | James Milnor                                     | US-amerikanischer Politiker                                   | 70    |       |
| 8. April  | Ignaz Franz von Mosel                            | österreichischer Komponist und Musikschriftsteller            | 72    |       |
| 8. April  | Adolfine Neumann                                 | deutsche Theaterschauspielerin                                | 22    |       |
| 8. April  | Heinrich Wilhelm Justus Wolff                    | deutscher evangelischer Geistlicher, Hauptpastor in Hamburg   | 55    |       |
| 9. April  | José Miguel Infante                              | chilenischer Staatsmann und Politiker                         |       |       |
| 10. April | Johann Andreas Scherer                           | böhmischer Naturforscher und Hochschullehrer                  | 88    |       |
| 11. April | John Hartwell Marable                            | US-amerikanischer Politiker                                   | 57    |       |
| 11. April | Micah Sterling                                   | US-amerikanischer Jurist und Politiker                        | 59    |       |
| 11. April | Egbert Ten Eyck                                  | US-amerikanischer Jurist und Politiker                        | 64    |       |
| 13. April | Mamiya Rinzō                                     | japanischer Seefahrer und Kartograf                           |       |       |
| 13. April | Madame Menjaud                                   | französische Schauspielerin                                   | 49    |       |
| 14. April | Joseph Gareis                                    | deutscher Zeichner, Kupferstecher und Bildhauer               | 65    |       |
| 15. April | Charles Bulfinch                                 | US-amerikanischer Architekt                                   | 80    |       |
| 15. April | Vittorio Fossombroni                             | italienischer Staatsmann und Mathematiker                     | 89    |       |
| 19. April | Bartolomeo Pacca                                 | italienischer Kardinal                                        | 87    |       |
| 19. April | Adolf von Rosenberg-Gruszczynski                 | preußischer Generalmajor, Kommandeur des 12. Landwehr-Brigade | 64    |       |
| 20. April | Julius Bernhard Engelmann                        | deutscher Pädagoge und Autor                                  | 70    |       |
| 20. April | Ernst Schleiermacher                             | deutscher Naturwissenschaftler und Museumsleiter              | 89    |       |
| 21. April | Henry Baldwin                                    | US-amerikanischer Politiker und Jurist                        | 64    |       |
| 21. April | Leopold Chimani                                  | österreichischer Pädagoge, Zensor und Jugendschriftsteller    | 70    |       |
| 22. April | Henri Montan Berton                              | französischer Komponist                                       | 76    |       |
| 22. April | Johann Philipp Jakob Nepomuk von und zu Eltz     | nassauischer Standesherr und Politiker                        | 64    |       |
| 24. April | Pierre Bossier                                   | US-amerikanischer Politiker                                   | 47    |       |
| 25. April | John Herman Merivale                             | britischer Übersetzer und Rechtsanwalt                        | 64    |       |
| 26. April | Rufus Palen                                      | US-amerikanischer Politiker                                   | 37    |       |
| 27. April | Christian Gottfried Heinrich Geißler             | deutscher Kupferstecher und Illustrator                       | 73    |       |
| 28. April | Gaetano Savi                                     | italienischer Botaniker                                       | 74    |       |
| 28. April | Johann Gottfried Wilhelm Waldthausen             | deutscher Kaufmann und Bergbaubetreiber                       | 78    |       |
| 29. April | Johann Lange                                     | deutscher Schiffbauer, Werftbesitzer und Reeder               | 69    |       |
| 30. April | Henry R. Brinkerhoff                             | US-amerikanischer Politiker (Demokratische Partei)            | 56    |       |

## Mai
| Tag     | Name                                        | Beruf, bekannt als                                                              | Alter | Beleg |
| ------- | ------------------------------------------- | ------------------------------------------------------------------------------- | ----- | ----- |
| 2. Mai  | William Beckford                            | englischer Exzentriker, Schriftsteller und Baumeister                           | 83    |       |
| 2. Mai  | Carl Fredrik Dahlgren                       | schwedischer Dichter und Priester                                               | 52    |       |
| 3. Mai  | Nicolas Chopin                              | französisch-polnischer Sprachlehrer                                             | 73    |       |
| 3. Mai  | Franz Hocheder                              | deutscher Klassischer Philologe, Schriftsteller und Gymnasialdirektor           | 61    |       |
| 6. Mai  | Ernst Theodor Echtermeyer                   | deutscher Schriftsteller                                                        | 38    |       |
| 6. Mai  | Jacob Radcliff                              | US-amerikanischer Politiker                                                     | 80    |       |
| 6. Mai  | Christian Philipp Schleyer                  | preußischer Generalleutnant                                                     | 72    |       |
| 8. Mai  | Sophia Carolina Benda                       | deutsche Schauspielerin und Sängerin                                            | 57    |       |
| 8. Mai  | Jean-Louis Burnouf                          | französischer Philologe                                                         | 68    |       |
| 8. Mai  | Johann Adolph Darnstedt                     | deutscher Zeichner und Kupferstecher                                            |       |       |
| 9. Mai  | Ludwig von Borstell                         | preußischer General der Kavallerie                                              | 70    |       |
| 9. Mai  | Konstantin zu Löwenstein-Wertheim-Rosenberg | deutscher Hochadeliger und bayerischer Generalleutnant                          | 58    |       |
| 10. Mai | Josiah Dunham                               | US-amerikanischer Politiker und Publizist                                       | 75    |       |
| 10. Mai | Ludwig Schulthess                           | Schweizer Ingenieur und Zeichner                                                | 38    |       |
| 11. Mai | Carl von Helvig                             | schwedischer Generalfeldzeugmeister, preußischer Generalleutnant der Artillerie | 79    |       |
| 15. Mai | Joseph Georg Meinert                        | österreichischer Philosoph, Autor und Volksliedersammler                        | 71    |       |
| 16. Mai | Joseph Knauer                               | Fürstbischof von Breslau                                                        | 79    |       |
| 16. Mai | Asahel Nettleton                            | US-amerikanischer Theologe und Pastor                                           | 61    |       |
| 17. Mai | Samuel Brunner                              | Schweizer Arzt und Naturforscher                                                | 53    |       |
| 17. Mai | Cowles Mead                                 | US-amerikanischer Politiker                                                     | 67    |       |
| 18. Mai | Richard McCarty                             | US-amerikanischer Politiker                                                     | 64    |       |
| 21. Mai | Giuseppe Baini                              | italienischer Musikhistoriker und Kirchenkomponist                              | 68    |       |
| 22. Mai | Charles Stuart-Wortley                      | britischer Offizier und Politiker, Mitglied des House of Commons                | 41    |       |
| 26. Mai | Jacques Laffitte                            | französischer Bankier und Politiker                                             | 76    |       |
| 27. Mai | Georg Frey                                  | Gutsbesitzer und Mitglied der kurhessischen Ständeversammlung                   | 57    |       |
| Mai     | Elias Howell                                | US-amerikanischer Politiker                                                     |       |       |

## Juni
| Tag      | Name                                      | Beruf, bekannt als                                                  | Alter | Beleg |
| -------- | ----------------------------------------- | ------------------------------------------------------------------- | ----- | ----- |
| 1. Juni  | Willem Hora Siccama                       | Bürgermeister von Groningen                                         | 80    |       |
| 2. Juni  | Antoine Adolphe Marcelin Marbot           | französischer General                                               | 63    |       |
| 3. Juni  | Louis-Antoine de Bourbon, duc d’Angoulême | ältester Sohn von König Karl X. von Frankreich                      | 68    |       |
| 3. Juni  | Almon Heath Read                          | US-amerikanischer Politiker                                         | 53    |       |
| 4. Juni  | Jakob Kühnhaus                            | deutscher Unternehmer und Bürgermeister                             | 62    |       |
| 4. Juni  | Christian Friedrich Gottlieb Thon         | deutscher Autor                                                     | 70    |       |
| 6. Juni  | Francis Johnson                           | US-amerikanischer Komponist und Musiker                             | 51    |       |
| 7. Juni  | Dorothea Hagenow                          | deutsche Frau, Verlobte Ludwig Gotthard Kosegartens                 | 80    |       |
| 7. Juni  | Aegidius Johann Peter Joseph Scheuren     | deutscher Porträt- und Landschafts-Maler                            | 70    |       |
| 8. Juni  | Salomo Michaelis                          | deutscher Hofmeister, Hofbuchhändler, Romanist und früher Germanist | 75    |       |
| 10. Juni | Isaac Leet                                | US-amerikanischer Politiker                                         |       |       |
| 11. Juni | Urban Jarnik                              | slowenischer Schriftsteller (Kärnten)                               | 60    |       |
| 13. Juni | Augustin de Chabannes                     | französische Trappistin, Priorin, Äbtissin und Klostergründerin     | 75    |       |
| 13. Juni | Thomas Charles Hope                       | schottischer Chemiker                                               | 77    |       |
| 13. Juni | Pierre Menard                             | US-amerikanischer Politiker                                         | 77    |       |
| 13. Juni | Ithiel Town                               | US-amerikanischer Architekt                                         | 59    |       |
| 13. Juni | Maria Sybilla Josepha Zais                | deutsche Hotelierin                                                 | 74    |       |
| 14. Juni | Nathaniel Terry                           | US-amerikanischer Politiker                                         | 76    |       |
| 15. Juni | Thomas Campbell                           | schottischer Dichter                                                | 66    |       |
| 16. Juni | David Schlüter                            | deutscher Jurist und Hamburger Bürgermeister (1835–1843)            | 86    |       |
| 16. Juni | Johann Andreas Seethaler                  | deutsch-österreichischer Jurist und Geschichtsschreiber             | 81    |       |
| 17. Juni | Alois von Mednyánszky                     | ungarischer Verwaltungsbeamter, Historiker und Schriftsteller       | 60    |       |
| 17. Juni | LeRoy Pope                                | US-amerikanischer Plantagenbesitzer, Rechtsanwalt und Siedler       | 79    |       |
| 17. Juni | André da Silva Gomes                      | brasilianischer Komponist                                           | 91    |       |
| 19. Juni | Heinrich Domnich                          | Hornist, Komponist und Musikpädagoge                                | 77    |       |
| 19. Juni | Étienne Geoffroy Saint-Hilaire            | französischer Zoologe                                               | 72    |       |
| 21. Juni | Joaquín Abarca                            | spanischer Prälat                                                   | 66    |       |
| 22. Juni | Jakob III. Ruttenstock                    | Theologe und der 56. Propst des Stiftes Klosterneuburg              | 68    |       |
| 23. Juni | Carl Leopold Gottfried Sattig             | deutscher Jurist, Notar, Consulent und Justizrat                    | 69    |       |
| 24. Juni | James Duncan                              | US-amerikanischer Politiker                                         |       |       |
| 26. Juni | Anton von Heffter                         | österreichischer Politiker, Bürgermeister von Salzburg              | 67    |       |
| 27. Juni | Joseph Smith                              | Gründer und erster Prophet der Mormonen                             | 38    |       |
| 28. Juni | Franz Dominicus Brentano                  | Frankfurter Kaufmann                                                | 78    |       |
| 28. Juni | Joachim Wey                               | Schweizer Politiker und Richter                                     | 69    |       |
| 29. Juni | Karl von Decker                           | preußischer General und Schriftsteller                              | 60    |       |
| 29. Juni | Johann Jakob Jung                         | deutscher Maler                                                     | 24    |       |

## Juli
| Tag      | Name                                          | Beruf, bekannt als                                                       | Alter | Beleg |
| -------- | --------------------------------------------- | ------------------------------------------------------------------------ | ----- | ----- |
| 2. Juli  | Carl Blum                                     | deutscher Komponist                                                      |       |       |
| 3. Juli  | François Bonneville                           | französischer Maler, Zeichner, Grafiker und Verleger                     | 89    |       |
| 5. Juli  | Friedrich Jakob Haldy                         | Saarbrücker Bürgermeister, Kommunalpolitiker und Kaufmann                | 56    |       |
| 7. Juli  | Alexander Christian Friedrich von Württemberg | deutscher Dichter und Offizier                                           | 42    |       |
| 8. Juli  | Anton Ortallo                                 | deutscher Staatsbeamter, kurpfälzischer Amtmann, Oberamtmann in Eppingen |       |       |
| 9. Juli  | Elias Keyes                                   | US-amerikanischer Politiker                                              | 86    |       |
| 10. Juli | Isaac Halstead Williamson                     | US-amerikanischer Politiker                                              | 76    |       |
| 11. Juli | Jewgeni Abramowitsch Baratynski               | russischer Offizier, Schriftsteller und Dichter                          | 44    |       |
| 11. Juli | Charles-Auguste-Marie-Joseph de Forbin-Janson | französischer Bischof, Missionar, Gründer eines Missionswerkes           | 58    |       |
| 11. Juli | Charles Louis Fleury Panckoucke               | französischer Schriftsteller und Verleger                                | 63    |       |
| 12. Juli | Bahne Asmussen                                | evangelischer Geistlicher und Dichter in Nordfriesland                   | 75    |       |
| 12. Juli | Georg Christoffer Rackwitz                    | schwedischer Instrumentenbauer                                           | 84    |       |
| 13. Juli | Johann Gänsbacher                             | österreichischer Komponist, Dirigent und Kapellmeister                   | 66    |       |
| 14. Juli | Karl Hoffmeister                              | deutscher Philologe, Literaturhistoriker und Pädagoge                    | 47    |       |
| 14. Juli | Christian Jorhan der Jüngere                  | deutscher Bildhauer des westlich orientierten Klassizismus               | 85    |       |
| 14. Juli | Wilhelm von Widenmann                         | deutscher Forstwissenschaftler                                           | 45    |       |
| 15. Juli | Claude Fauriel                                | französischer Literarhistoriker                                          | 71    |       |
| 16. Juli | Wilhelm Genth                                 | deutscher Jurist und Gelegenheitsschriftsteller                          | 41    |       |
| 16. Juli | Jean-Baptiste Lepère                          | französischer Architekt                                                  | 82    |       |
| 17. Juli | Christoph Arnold                              | deutscher Architekt des Klassizismus                                     | 65    |       |
| 18. Juli | Peter Birmann                                 | Schweizer Maler                                                          | 85    |       |
| 19. Juli | Joachim Friedrich Karl Brandenburg            | deutscher Jurist und Bürgermeister von Rostock                           | 69    |       |
| 20. Juli | Karl Jakob Theodor Leybold                    | deutscher Maler und Kupferstecher                                        | 58    |       |
| 20. Juli | Nikodemus Joseph von Podbielski               | preußischer Generalmajor                                                 | 63    |       |
| 21. Juli | Christoph August von Bredow                   | deutscher Agrarexperte und Gutsbesitzer                                  | 64    |       |
| 21. Juli | Ludwig von Lyncker                            | großherzoglich hessischer Generalmajor und Generalquartiermeister        | 63    |       |
| 22. Juli | Georg Franz von Hauer                         | preußischer Landrat                                                      | 63    |       |
| 23. Juli | Jonathan August Weichert                      | deutscher Altphilologe und Pädagoge                                      | 56    |       |
| 24. Juli | Christoph Friedrich Ploucquet                 | deutscher Schönfärber und Tuchmacher                                     | 63    |       |
| 25. Juli | Christiane Weise                              | deutsche Theaterschauspielerin                                           | 47    |       |
| 26. Juli | Karl Streckfuß                                | deutscher Schriftsteller, Übersetzer und Jurist                          | 64    |       |
| 27. Juli | John Dalton                                   | englischer Naturforscher und Lehrer                                      | 77    |       |
| 27. Juli | René Charles Guilbert de Pixérécourt          | französischer Theaterautor, Begründer des modernen Melodramas            | 71    |       |
| 28. Juli | Joseph Bonaparte                              | König von Neapel und Spanien                                             | 76    |       |
| 29. Juli | Friedrich Adolph Kuhn                         | deutscher Lyriker und Übersetzer                                         | 69    |       |
| 29. Juli | Franz Xaver Wolfgang Mozart                   | österreichischer Komponist und Pianist                                   | 53    |       |
| 30. Juli | Ferdinand Wurzer                              | deutscher Chemiker und Hochschullehrer                                   | 79    |       |

## August
| Tag        | Name                                        | Beruf, bekannt als                                                                                         | Alter | Beleg |
| ---------- | ------------------------------------------- | --- | ----- | ----- |
| 2. August  | Jean Pierre Joseph d’Arcet                  | französischer Chemiker                                                                                     | 66    |       |
| 2. August  | Johann Leicker                              | Landtagsabgeordneter Herzogtum Nassau                                                                      | 71    |       |
| 4. August  | Jacob Aall                                  | norwegischer Politiker                                                                                     | 71    |       |
| 5. August  | Joel Holleman                               | US-amerikanischer Politiker                                                                                | 44    |       |
| 7. August  | Niels Heidenreich                           | dänischer Uhrmacher und Goldschmied, Dieb der Goldhörner von Gallehus                                      | 83    |       |
| 12. August | Pieter Van Huffel                           | belgischer Porträt- und Historienmaler sowie Industrieller                                                 | 74    |       |
| 10. August | Mark Richards                               | US-amerikanischer Politiker                                                                                | 84    |       |
| 10. August | Alexandra Nikolajewna Romanowa              | russische Großfürstin                                                                                      | 19    |       |
| 10. August | Josef Schmidberger                          | österreichischer Priester und Pomologe                                                                     | 70    |       |
| 11. August | Henry Crist                                 | US-amerikanischer Politiker                                                                                | 79    |       |
| 11. August | Jernej Kopitar                              | slowenischer Sprachwissenschaftler und Slawist                                                             | 63    |       |
| 11. August | Henry A. P. Muhlenberg                      | US-amerikanischer Politiker                                                                                | 62    |       |
| 14. August | George Adams                                | US-amerikanischer Jurist und Politiker                                                                     | 60    |       |
| 14. August | Christian Aulenbach                         | deutscher Autor und protestantischer Pfarrer                                                               | 74    |       |
| 15. August | William Savin Fulton                        | US-amerikanischer Politiker                                                                                | 49    |       |
| 15. August | Carl Seidel                                 | deutscher Kunstschriftsteller, Philosoph und Dichter                                                       | 55    |       |
| 16. August | Tilghman Howard                             | US-amerikanischer Politiker                                                                                | 46    |       |
| 17. August | Adolf Emperius                              | deutscher klassischer Philologe, Historiker und Lehrer                                                     | 38    |       |
| 17. August | George Townsend                             | US-amerikanischer Politiker                                                                                |       |       |
| 18. August | Friedrich Ludwig III. Truchsess zu Waldburg | deutscher Diplomat und Politiker                                                                           | 67    |       |
| 19. August | Robert Allen                                | US-amerikanischer Politiker                                                                                | 66    |       |
| 19. August | Iver Hesselberg                             | norwegischer Pfarrer und politischer Autor                                                                 | 63    |       |
| 20. August | Richard Mansel Philipps                     | britischer Politiker                                                                                       | 76    |       |
| 21. August | Georg Friedrich Benecke                     | deutscher Gelehrter                                                                                        | 82    |       |
| 24. August | Giuseppe Bernardino Bison                   | italienischer Maler                                                                                        | 82    |       |
| 24. August | Aaron Chorin                                | ungarischer Reformrabbiner                                                                                 | 78    |       |
| 24. August | Samuel Swan                                 | US-amerikanischer Politiker                                                                                |       |       |
| 25. August | Daniel Dunklin                              | US-amerikanischer Politiker                                                                                | 54    |       |
| 25. August | Karl Anselm von Thurn und Taxis             | württembergischer Generalmajor und Humanist                                                                | 52    |       |
| 26. August | John Keane, 1. Baron Keane                  | britischer Armeeoffizier und Peer                                                                          | 63    |       |
| 27. August | Leopold von Lützow                          | preußischer General                                                                                        | 58    |       |
| 29. August | Edmund Ignatius Rice                        | irischer römisch-katholischer Missionar, Pädagoge und Laienbruder, Seliger der römisch-katholischen Kirche | 82    |       |
| 30. August | Francis Baily                               | englischer Astronom                                                                                        | 70    |       |
| 30. August | Philipp Heinrich Pastor                     | deutscher Tuch- und Nadelfabrikant und Präsident der IHK Aachen                                            | 56    |       |

## September
| Tag           | Name                                   | Beruf, bekannt als                                                            | Alter | Beleg |
| ------------- | -------------------------------------- | ----------------------------------------------------------------------------- | ----- | ----- |
| 2. September  | Carl Christian Knaus                   | deutscher Kameralist und Agrarwissenschaftler                                 | 43    |       |
| 2. September  | Vincenzo Camuccini                     | italienischer Maler der Neoklassik                                            | 73    |       |
| 2. September  | Samuel de Vletter                      | niederländischer Maler und Radierer                                           | 28    |       |
| 3. September  | Adam Bittner                           | böhmischer Astronom und Mathematiker                                          | 66    |       |
| 4. September  | Friedrich Karl Julius Schütz           | deutscher Historiker                                                          | 65    |       |
| 5. September  | Georg von Schele                       | deutscher Politiker                                                           | 72    |       |
| 6. September  | Wilhelm Müller                         | hessischer Richter und Abgeordneter des Großherzogtums Hessen                 | 54    |       |
| 6. September  | Johann Philipp Sandberger              | deutscher Theologe                                                            | 60    |       |
| 9. September  | Silvestro Belli                        | italienischer Geistlicher, Kardinal                                           | 62    |       |
| 11. September | Basil Hall                             | britischer Seemann und Reisender                                              | 55    |       |
| 11. September | Peter von Kobbe                        | deutscher Autor, Schriftsteller und Bürgermeister                             | 50    |       |
| 12. September | Johann Heinrich Behrens                | königlich-preußischer Unteroffizier, Autor und ältester Deutscher seiner Zeit |       |       |
| 12. September | Friedrich Eunicke                      | deutscher Tenor                                                               | 80    |       |
| 12. September | Henry Robinson Palmer                  | englischer Ingenieur                                                          |       |       |
| 13. September | Franz Xaver von Hertling               | bayerischer Generalleutnant und Kriegsminister                                | 64    |       |
| 13. September | Christian Ludvig Tillisch              | dänischer Regierungsbeamter                                                   | 47    |       |
| 14. September | Karl Rudolf von Strauch                | Tuchfabrikant, Gutsbesitzer und Landrat                                       | 73    |       |
| 15. September | Gustav von Hugo                        | deutscher Jurist                                                              | 79    |       |
| 16. September | Heinrich Christoph Wilhelm von Sigwart | Philosoph und Professor der Philosophie in Tübingen                           | 55    |       |
| 17. September | Lorenz Zierl                           | deutscher Agrarwissenschaftler                                                | 47    |       |
| 20. September | Johann Baptist Ludwig Gallati          | Schweizer Lokal- und Kantonalpolitiker und Genealoge                          | 72    |       |
| 21. September | Johann Ludwig Samuel Lutz              | Schweizer reformierter Theologe, Geistlicher und Hochschullehrer              | 58    |       |
| 21. September | Ferdinand Joseph Schliz                | deutscher Verwaltungsjurist                                                   | 65    |       |
| 22. September | Ignaz Lallinger                        | deutscher Kommunalpolitiker, Bürgermeister von Ingolstadt                     | 32    |       |
| 23. September | Alexander von Benckendorff             | russischer General                                                            | 63    |       |
| 23. September | Pjotr Kirillowitsch Essen              | russischer General, Graf und Staatsmann                                       | 72    |       |
| 24. September | Carl Friedrich Kielmeyer               | deutscher Mediziner, Naturforscher und Chemiker                               | 78    |       |
| 24. September | Johann Jakob Thiedemann                | deutscher Pädagoge                                                            | 50    |       |
| 26. September | Anton Schaller                         | österreichischer Maler                                                        | 71    |       |
| 28. September | George FitzRoy, 4. Duke of Grafton     | englischer Adliger und Politiker                                              | 84    |       |
| 28. September | Heinrich August von Holleuffer         | Domdechant und Prälat des Stifts Merseburg                                    | 82    |       |
| 28. September | Josef Franz Tennhoff                   | deutscher Landwirt und Abgeordneter                                           |       |       |
| 29. September | Alma von Goethe                        | Tochter von August von Goethe und Enkelin von Johann Wolfgang von Goethe      | 16    |       |

## Oktober
| Tag         | Name                            | Beruf, bekannt als | Alter | Beleg |
| ----------- | ------------------------------- | --- | ----- | ----- |
| 3. Oktober  | Paul Follen                     | deutsch-US-amerikanischer Rechtsanwalt, Schriftsteller und Farmer                                                           | 45    |       |
| 3. Oktober  | Johann Heinrich Pertsch         | Klassischer Philologe und Geistlicher                                                                                       | 67    |       |
| 3. Oktober  | Westel Willoughby junior        | US-amerikanischer Arzt und Politiker                                                                                        | 74    |       |
| 4. Oktober  | William Fraser                  | britischer Geistlicher und römisch-katholischer Bischof von Arichat                                                         | 72    |       |
| 4. Oktober  | Antonino Pezzoni                | italienischer Ordensgeistlicher                                                                                             | 66    |       |
| 4. Oktober  | Anton Joseph Stein              | österreichischer Pädagoge und Philologe                                                                                     | 85    |       |
| 7. Oktober  | Immanuel Karl Wilhelm Cosmar    | evangelischer Prediger, Konsistorialrat, Journalist, Redakteur und Schriftsteller                                           | 81    |       |
| 11. Oktober | Richard Dammers                 | Priester, Jurist und Bischof von Paderborn                                                                                  | 82    |       |
| 12. Oktober | Claude Tillier                  | französischer Autor | 43    |       |
| 14. Oktober | Jan Baptiste de Jonghe          | belgischer Maler | 59    |       |
| 17. Oktober | August von Bibra                | deutscher Oberjägermeister und Landtagsabgeordneter                                                                         | 68    |       |
| 17. Oktober | David Nelson                    | US-amerikanischer Autor, Geistlicher und Abolitionist                                                                       | 51    |       |
| 18. Oktober | Louise von Panhuys              | Malerin | 81    |       |
| 21. Oktober | Nikolos Barataschwili           | georgischer Dichter | 26    |       |
| 22. Oktober | Jonas Kendall                   | US-amerikanischer Politiker                                                                                                 | 86    |       |
| 22. Oktober | Friedrich Johann Lorenz Meyer   | deutscher Präses des Domkapitels in Hamburg, Unterstützer der französischen Revolution sowie Reise- und Kunstschriftsteller | 84    |       |
| 25. Oktober | Hans Wilhelm Bärensprung        | deutscher Hofbuchdrucker und Verleger                                                                                       | 43    |       |
| 25. Oktober | Heinrich Cotta                  | deutscher Forstwissenschaftler                                                                                              | 80    |       |
| 25. Oktober | Alexander Iwanowitsch Sauerweid | russischer Schlachten- und Pferdemaler sowie Radierer                                                                       | 61    |       |
| 28. Oktober | Sándor Kisfaludy                | ungarischer Dichter und Dramatiker                                                                                          | 72    |       |
| 30. Oktober | Josef Loreye                    | Lyceumsdirektor in Rastatt                                                                                                  | 77    |       |
| 31. Oktober | Alexander von Weber             | deutscher Maler | 19    |       |
| 31. Oktober | Jakob Wundt                     | deutscher Verwaltungsbeamter                                                                                                |       |       |

## November
| Tag          | Name                           | Beruf, bekannt als                                              | Alter | Beleg |
| ------------ | ------------------------------ | --------------------------------------------------------------- | ----- | ----- |
| 2. November  | Gaetano Vacani                 | italienischer Dekorations- und Ornamentmaler                    |       |       |
| 4. November  | Giuseppe Angelelli             | italienischer Maler                                             | 40    |       |
| 4. November  | Christian von Bibra            | deutscher Landjägermeister und Wirklicher Geheimrat             | 72    |       |
| 8. November  | Jean Antoine Michel Agar       | französischer Staatsbeamter                                     | 72    |       |
| 8. November  | Johann Anzengruber             | österreichischer Schriftsteller                                 | 34    |       |
| 9. November  | Felicitas Blangini-Klenze      | Sängerin                                                        | 50    |       |
| 9. November  | Barton Stone                   | US-amerikanischer christlicher Geistlicher                      | 71    |       |
| 11. November | Bruno Franz Leopold Liebermann | deutscher Theologe                                              | 85    |       |
| 13. November | Ernestine von Fricken          | österreichische Pianistin                                       | 28    |       |
| 14. November | Hieronymus Meyer               | schweizerisch-bayrischer Fabrikant und Bergsteiger              | 75    |       |
| 14. November | Karl Schnell                   | Schweizer Politiker (Liberale)                                  |       |       |
| 14. November | Flora Tristan                  | französische Schriftstellerin, Sozialistin und Frauenrechtlerin | 41    |       |
| 15. November | Nicolaas Cornelis de Fremery   | Mediziner, Pharmakologe, Zoologe und Chemiker                   | 74    |       |
| 17. November | James Fisk                     | US-amerikanischer Jurist und Politiker                          | 81    |       |
| 18. November | Thomas Frognall Dibdin         | englischer Bibliograf und Autor                                 |       |       |
| 18. November | August Ferdinand Häser         | deutscher Lehrer, Kantor, Dirigent und Komponist                | 65    |       |
| 18. November | Antonín Machek                 | tschechischer Maler                                             | 69    |       |
| 18. November | Gore Ouseley                   | britischer Unternehmer, Sprachwissenschaftler und Diplomat      | 74    |       |
| 18. November | José Rondeau                   | Politiker, militärischer Führer                                 | 71    |       |
| 20. November | Ratliff Boon                   | US-amerikanischer Politiker                                     | 63    |       |
| 21. November | Philipp Emanuel von Fellenberg | Schweizer Pädagoge und Agronom                                  | 73    |       |
| 21. November | Iwan Andrejewitsch Krylow      | russischer Fabeldichter                                         | 75    |       |
| 23. November | Thomas James Henderson         | schottischer Astronom                                           | 45    |       |
| 23. November | Benedikt Alois Pflanz          | deutscher Geistlicher, Theologe, Gymnasiallehrer und Politiker  | 46    |       |
| 25. November | Augustus Wall Callcott         | britischer Maler                                                | 65    |       |
| 25. November | Henriette Davin                | französische Miniaturmalerin                                    | 71    |       |
| 25. November | Franz Hladnik                  | slowenischer Botaniker und Lehrer                               | 71    |       |
| 26. November | Gustaf Johan Billberg          | schwedischer Zoologe, Botaniker und Anatom                      | 72    |       |
| 27. November | William Montgomery             | US-amerikanischer Politiker                                     | 54    |       |
| 29. November | Sophia Mathilda von Gloucester | Mitglied der britischen Königsfamilie aus dem Haus Hannover     | 71    |       |

## Dezember
| Tag          | Name                               | Beruf, bekannt als                                                           | Alter | Beleg |
| ------------ | ---------------------------------- | ---------------------------------------------------------------------------- | ----- | ----- |
| 2. Dezember  | Joseph Albin Parth                 | deutscher Brauer und Politiker                                               |       |       |
| 2. Dezember  | Ludwig von Vincke                  | preußischer Reformer                                                         | 69    |       |
| 3. Dezember  | Georg Hartog Gerson                | hannoverscher Militärarzt                                                    | 56    |       |
| 3. Dezember  | Konrad Martin                      | deutscher römisch-katholischer Pfarrer                                       | 79    |       |
| 4. Dezember  | Christian Friedrich Illgen         | deutscher evangelischer Geistlicher und Hochschullehrer                      | 59    |       |
| 4. Dezember  | Malachias Koll                     | österreichischer Priester und Archivar                                       | 61    |       |
| 6. Dezember  | Anton Albers der Ältere            | deutsch-schweizerischer Maler                                                | 79    |       |
| 6. Dezember  | Nathaniel Rogers                   | US-amerikanischer Miniaturmaler                                              | 57    |       |
| 7. Dezember  | Thomas Morris                      | US-amerikanischer Jurist und Politiker                                       | 68    |       |
| 9. Dezember  | Evan Evans                         | britischer Spinnmeister, Maschinenbauer und Unternehmer                      | 79    |       |
| 10. Dezember | Franz Seraph Destouches            | deutscher Musiker und Komponist                                              | 72    |       |
| 10. Dezember | Joseph Widmer                      | Schweizer römisch-katholischer Theologe und Hochschullehrer                  | 65    |       |
| 11. Dezember | Heman Allen                        | US-amerikanischer Politiker                                                  | 67    |       |
| 11. Dezember | Johann Nepomuk Hubert von Schwerz  | deutscher Agrarwissenschaftler                                               | 85    |       |
| 11. Dezember | Pieter Johannes Uijlenbroek        | niederländischer Astronom, Physiker und Mathematiker                         | 47    |       |
| 14. Dezember | Heinrich Ludwig Tschech            | Jurist und Bürgermeister in Storkow, Brandenburg                             | 55    |       |
| 15. Dezember | Edmund Bläss                       | Landtagsabgeordneter Großherzogtum Hessen                                    | 75    |       |
| 16. Dezember | Emiliano Madriz                    | nicaraguanischer Politiker                                                   |       |       |
| 17. Dezember | Sophie Reinhard                    | deutsche Malerin                                                             | 69    |       |
| 17. Dezember | Franz Wilhelm Sieber               | böhmischer Botaniker und Pflanzensammler                                     | 55    |       |
| 18. Dezember | Joseph Mitterer                    | österreichischer Orgelbauer                                                  |       |       |
| 18. Dezember | Diana Rabe von Pappenheim          | Mätresse des Königs Jérôme Bonaparte von Westphalen                          | 56    |       |
| 18. Dezember | Heinrich Stölzel                   | deutscher Musiker                                                            | 66    |       |
| 19. Dezember | Matthäus Kutschank                 | Dekan des Domstifts St. Petri in Bautzen, Administrator der beiden Lausitzen | 68    |       |
| 20. Dezember | Herbord Sigismund Ludwig von Bar   | deutscher Jurist, Beamter und Abgeordneter                                   | 81    |       |
| 20. Dezember | Nathan von Brazlaw                 | ukrainischer Rabbi, Führer der Brazlawer Chassidim                           | 64    |       |
| 20. Dezember | Peter Joseph Imhoff                | deutscher Bildhauer                                                          | 76    |       |
| 21. Dezember | Sebald Brendel                     | deutscher Jurist und Hochschullehrer                                         | 64    |       |
| 21. Dezember | Anton Krempl                       | slowenischer Dichter, Schriftsteller, Historiker und katholischer Priester   | 54    |       |
| 21. Dezember | Oluf de Schouboe                   | norwegischer Politiker                                                       | 67    |       |
| 22. Dezember | Israel Moses Henoch                | deutscher Unternehmer; jüdischer Bürger Berlins                              | 74    |       |
| 23. Dezember | André Galle                        | französischer Medailleur                                                     | 83    |       |
| 23. Dezember | Salomon Heine                      | Hamburger Kaufmann und Bankier                                               | 77    |       |
| 23. Dezember | Georg zu Münster                   | deutscher Paläontologe                                                       | 68    |       |
| 24. Dezember | Joseph Berres                      | österreichischer Arzt und Anatom                                             | 48    |       |
| 24. Dezember | Henri Catherine Balthazard Vincent | französischer General der Infanterie                                         | 69    |       |
| 24. Dezember | Friedrich Bernhard Westphal        | deutsch-dänischer Maler und Illustrator                                      | 41    |       |
| 26. Dezember | Thomas Webster                     | britischer Geologe                                                           |       |       |
| 27. Dezember | Scipio Ludwig Karl von Taubenheim  | preußischer Generalmajor                                                     | 57    |       |
| 28. Dezember | Ludwig Friedrich Eichrodt          | deutscher Verwaltungsbeamter und Politiker                                   | 46    |       |
| 28. Dezember | Johann Christian Mikan             | österreichischer Botaniker und Entomologe                                    | 75    |       |
| 30. Dezember | Gottlieb Link                      | deutscher Kaufmann und Politiker                                             | 75    |       |
| 30. Dezember | Joseph L. Tillinghast              | US-amerikanischer Politiker                                                  |       |       |
| 31. Dezember | Karl von Lieven                    | russischer General und Bildungsminister                                      | 77    |       |

## Datum unbekannt
| Tag | Name                              | Beruf, bekannt als                                               | Alter | Beleg |
| --- | --------------------------------- | ---------------------------------------------------------------- | ----- | ----- |
|     | Minna Apranzow                    | deutsche Schriftstellerin                                        |       |       |
|     | Attilio Bandiera                  | italienischer Freiheitskämpfer                                   |       |       |
|     | Emilio Bandiera                   | italienischer Freiheitskämpfer                                   |       |       |
|     | Johann Peter Josef Bislinger      | bergischer Richter und Minister                                  |       |       |
|     | Gottfried Bossert                 | württembergischer Oberamtmann                                    |       |       |
|     | Francis Burdett                   | englischer Reformpolitiker                                       |       |       |
|     | Jean Baptiste Firmin Demonferrand | französischer Mathematiker und Physiker                          |       |       |
|     | Louis-Gaspard Estournel           | französischer Winzer                                             |       |       |
|     | Ghulam Kassim                     | indischer Schachmeister                                          |       |       |
|     | Heinrich Friedrich Höffler        | deutscher Maler                                                  |       |       |
|     | Emanuel Georg Holzach             | Schweizer Unternehmer und Richter                                |       |       |
|     | Ioannis Georgios Karatzas         | Fürst der Walachei und der Moldau                                |       |       |
|     | Julien Pierre Anne Lalande        | französischer Marineoffizier und Politiker                       |       |       |
|     | Antoni Lange                      | österreichischer Maler, Lithograph und Bühnenbildner             |       |       |
|     | Józef Grzegorz Lessel             | polnischer Architekt                                             |       |       |
|     | James S. Mitchell                 | US-amerikanischer Politiker                                      |       |       |
|     | Valentin Möhl                     | badischer Politiker                                              |       |       |
|     | Stephen Ormsby                    | US-amerikanischer Politiker                                      |       |       |
|     | José Antonio Pavón y Jiménez      | spanischer Botaniker                                             |       |       |
|     | Henry Sass                        | englischer Maler und Lehrer                                      |       |       |
|     | Joseph Schemerl von Leythenbach   | österreichischer Architekt, Wasserbautechniker und Fachbuchautor |       |       |
|     | Jakob Samuel Johann Scheuermann   | Schweizer Kupferstecher                                          |       |       |
|     | Friedrich Anton Louis Sckell      | deutscher Gartenbaukondukteur                                    |       |       |
|     | Daniel von Sprewitz               | deutsch-russischer Musiklehrer, Musikverleger und Münzsammler    |       |       |
|     | Peter Tunner der Ältere           | steirischer Bergbaupionier                                       |       |       |
|     | Caspar Melchior Vorenweg          | deutscher Orgelbauer                                             |       |       |
|     | Zheng Yisao                       | chinesische Piratin                                              |       |       |
|     | Boghos Bey Yusufian               | ägyptischer Außenminister (1826–1844)                            |       |       |
|     | Zaman Mirza Schah Durrani         | dritter Herrscher Afghanistans aus der Durrani-Dynastie          |       |       |